# Trarego Viggiona
Trarego Viggiona (piemontiul: Tràregh) település Olaszországban. Lakosainak száma 391 fő (2023. január 1.). Trarego Viggiona Aurano, Cannobio, Valle Cannobina, Oggebbio és Cannero Riviera községekkel határos.

## Népesség
A település népességének változása:
| Lakosok száma | 403  | 413  | 391  |
|               | 2017 | 2018 | 2023 |